# Luttes anticarcérales
 (avril 2006).

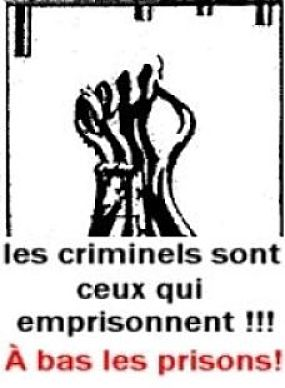

Les luttes anticarcérales sont des mouvements qui militent pour l'abolition des prisons et souvent pour l'amélioration des conditions de détention des prisonniers. Elles sont liées aux mouvements pour l'abolition de la police et plus généralement à l'abolitionnisme pénal.

## En France

### Historique
Depuis les années 1970, un certain nombre de mouvements se sont développés en réaction contre les institutions pénitentiaires. Il peut s'agir aussi bien de révoltes de prisonniers que de prises de position de personnes extérieures aux prisons (intellectuels, militants, associations, groupes politiques…). Certains de ces mouvements luttent pour l'amélioration des conditions de détention des prisonniers. D'autres luttent ouvertement pour l'abolition des prisons et refusent de rentrer dans une logique de réforme de la prison.
Parmi les différentes organisations qui se sont mobilisées contre la prison, il faut citer le Groupe d'information sur les prisons (GIP), le Comité d'action des prisonniers (CAP), le groupe Marge (années 1970), l'Observatoire international des prisons (OIP), Faites la Lumière en Détention (FLD), l'Alliance des Prisonniers En Lutte (APEL, années 1990, qui publiait le journal Rebelles), l'Association des Parents et Amis de Détenus (APAD, qui animait l'émission Parloir libre, 1985-2000) et la Fédération des associations réflexion action prison et justice. Entre 1985 et 1992, le groupe Os Cangaceiros a revendiqué plusieurs actions de sabotages en solidarité avec les luttes des prisonniers. Ce groupe a également revendiqué en 1990 le vol et la divulgation des plans des prisons à l'époque en cours de construction, il le revendiquent et publient en 1990 une brochure "13 000 belles" qui sera en partie republiée par le journal L'Envolée n°6 de Juillet 2002.
Le 4 novembre 2000, 500 personnes ont manifesté à Paris pour l'abolition des prisons, à l'appel du collectif « Pour en finir avec toutes les prisons », regroupant notamment Act Up-Paris et le MIB (Mouvement de l'Immigration et des Banlieues). Ce mouvement a abouti en 2003 à la création d'une « Coordination Anticarcérale Européenne ». Le 15 novembre 2003, 200 personnes ont manifesté à Paris devant la prison de la Santé à l'appel de la Coordination Anticarcérale. La Coordination Anticarcérale s'est cependant autodissoute peu de temps après. En 2004, le réseau Vive les mutins soutient les révoltes de prisonniers et s'en fait régulièrement le relais. À partir de 2007, le collectif Kaliméro organise un soutien financier aux prisonniers. De 2009 à 2011, l'Association pour le Respect des Proches de Personnes Incarcérées (ARPPI) animée par Catherine Charles organise la mobilisation des familles de détenus. Une semaine d'action contre les longues peines et les quartiers d'isolement se déroule du 2 au 8 novembre 2009. Une manifestation a lieu à Paris le 7 novembre.

### Journaux et émissions de radio
- Ras les murs (Radio Libertaire, Paris)[7],[8].
- Parloir Libre (émission de radio parisienne, 1985-2000).
- L'Envolée (Fréquence Paris Plurielle, 2000) : émission de radio succédant à Parloir Libre. Animée par Olivier Cueto, Nadine, Nadia Ménenger et Abdel Hafed Benotmanau début (2000-2002)[9], L'Envolée est également un journal lié au collectif "Pour en finir avec toutes les prisons".
- La Brèche (Lille).
- Ralatol (Bretagne).
- La petite cuillère sur radio canut (Lyon).